# Експериментальна мова
Експериментальна мова — це штучно створена мова спеціально для лінгвістичних досліджень, зазвичай для таких, що базуються на відношенні мови та думки .
Одне конкретне припущення, що отримало велику популярність серед письменників-фантастів, має назву гіпотеза Сепіра-Уорфа. Стверджується, що структура мови деяким чином впливає на спосіб сприйняття світу її носіями, якщо вплив є потужним йдеться про такий феномен як «лінгвістичний детермінізм», коли «мова визначає думку», при слабкому впливі — «лінгвістична відносність (релятивність)», у цьому випадку «мова впливає на думку».

## Класифікація штучних мов за гіпотезою Сепіра-Уорфа

### Штучні мови
- Лаадан (англ. Láadan), створена та описана американським лінгвістом Хейденом Елджіном (англ. Suzette Haden Elgin) в її науково-фантастичному романі «Рідна мова» (англ. Native Tongue). Ладана — феміністська мова, яку створили пригноблені жінки у патріархальному суспільстві.
- Логлан (англ. Loglan), створена Джеймсом Куком Брауном (англ. James Cooke Brown), була розроблена для лінгвістичного дослідження з конкретною метою створити кардинально інакшу мову у порівнянні з усіма існуючими природними мовами, щоб люди, які вивчають її, розвивали абсолютний інший та оригінальний спосіб мислення (у випадку, якщо гіпотеза про мову Логлан вірна).
- Ложбан — мова, що є дуже схожою до мови Логлан, та має ті ж самі принципи.
- Токі пона до створення якої Соню Єлену Кізу (англ. Sonja Elen Kisa) надихнула даоська філософія .

### Вигадані мови

#### Мають назву
- Вавилон 17 (англ. Babel-17) вигадана Семюелем Ділейні і зосереджена на ідеї, що відкидає незалежне мислення її носіїв, змушуючи їх думати логічно. У романі мова Вавилон-17 порівнюється з мовами комп'ютерного програмування, які не допускають помилок або неточностей у формулюваннях.
- Новомова (англ. Newspeak), створений Джорджем Орвеллом у своєму романі 1984.
- Правік (англ. Pravic) є однією з мов, описаних у науково-фантастичному романі Урсули Ле Гуїн Знедолені, якою частково розмовляють в анархо-комуністичному суспільстві.

#### Безіменні
- У «Гімні» Айн Ренд описано процес, коли Всесвітня Рада нав'язувала усьому населенню певний тип мислення (колективістське мислення), шляхом вилучення з мови усіх слів, що якимось чином можуть виражати індивідуальність.
- У «Дюні» Френка Герберта леді Джессіка, яка має широкі знання у сфері лінгвістики, стикається з фременами, корінними жителями Дюни. Вона шокована вираженням насилля у їхній мові, так як на її думку їхній лексикон та структура мови відображають їхню культуру.
- У «Прірві» Роберта Хайнлайна герої вивчають штучну мову, яка дає їм можливість мислити логічно та ясно, уникаючи «хибних фактів» у лінгвістичних конструкціях існуючих мов.
- У «Мові Пао[en]» Джека Венса головна увага зосереджена на експериментах із моделювання цивілізації за допомогою змін мови.
- У «Історії твого життя» Теда Чана прибульці використовують писемну мову, вивчення якої дає людині можливість думати по-іншому.
- У «Невимовому» Говарда Лавкрафта розглядається ідея, що полягає у гіпотезі, чи хтось може осмислити те, що не має імені та не може бути описано за допомогою будь-яких засобів.